# 트로트유
트로트유는 KBS대전 해피FM에서 평일 오후 2시부터 오후 3시까지 방송되는 트로트 전문 라디오 프로그램이다.

## DJ
- 김숙경 아나운서

## 요일별 코너
- 알쏭달쏭 초성퀴즈(월요일) : 가수 이름, 노래 제목 등 글자의 초성만 들려주면 청취자들이 이 초성을 바탕으로 정답을 맞히는 코너. 기발한 상상력과 추리로 재미도 더 하고 선물도 받아보아요.
- 두드림, 두!시 신청곡 보내드림(화요일) : 화요일은 아무 생각 없이 노래만 듣고 싶다. 1시간 동안 청취자들의 신청곡과 사연들을 정성껏 배달해 드리는 시간. 홈페이지, 카카오톡, #2309 문자메시지로 아무 때나 신청해주세요~
- 전국 내 노래자랑(수요일) : 막 데뷔한 신인가수부터 이름 석 자만 떠올려도 노래가 술술 나오는 인기가수까지. 자신의 노래와 이름을 알리기 위해 전국을 누비고 다니는 열혈 가수들의 이야기와 노래를 들어보는 시간.
- 황홀한 고백(목요일) : 노래 한 곡이 만들어지기까지 얼마나 많은 이야기들이 있는지... 듣다 보면 방송 끝나는 줄 모르는 노래 뒤에 숨겨진 비하인드 스토리를 곡을 직접 만든 작사가, 작곡가가 생생하게 전해주는 시간.
- 아는 언니(금요일) : “내가 아는 언니가~”로 시작하는 콩트로 일상에서 일어나는 소소한 이야기들을 DJ의 성대모사와 연기로 재미있는 콩트 형식으로 풀어 한 주를 마감하는 금요일 오후의 유쾌한 웃음을 선사하는 시간.

## 같이 보기
- KBS대전방송총국
- 은가은의 빛나는 트로트